# Tribunal suprême (Monaco)
Pour les articles homonymes, voir tribunal suprême.
Le Tribunal Suprême est une juridiction suprême monégasque.

## Histoire
Le Tribunal Suprême de Monaco est institué par la constitution du 5 janvier 1911, octroyée par le prince Albert Ier à la suite de la révolution monégasque et préparée par des juristes et internationalistes français de renommée internationale, parmi lesquels figurent Louis Renault, André Weiss ou encore Jules Roche. Il est considéré comme la plus ancienne Cour constitutionnelle du monde, précédant ainsi la Cour constitutionnelle d’Autriche créée par la Constitution de 1920.
En raison de Première Guerre mondiale, le Tribunal Suprême n’est installé qu’en 1919, après la conclusion des accords de paix avec la France. La première décision est rendue le 3 avril 1925.
Jusqu’en 1958, la compétence du Tribunal Suprême est strictement constitutionnelle. La haute juridiction ne peut ainsi statuer que sur les recours ayant pour objet une atteinte aux droits et libertés consacrée par le titre III de la Constitution, dans les conditions prévues à l'article 14. Toutefois, une ordonnance du 7 mai 1958 introduit un recours contentieux administratif qui permet au Tribunal de statuer sur toute « violation de la loi ou excès de pouvoir, par toute personne justifiant d'un intérêt direct et personnel ». Depuis l’ordonnance-loi du 4 janvier 1961, le Tribunal Suprême statue souverainement sur les recours sans devoir en référer au Prince.
La Constitution du 17 décembre 1962 instaure l’indépendance de la justice monégasque et fixe la compétence du Tribunal Suprême. L'ordonnance souveraine du 16 avril 1963, modifiée par les Ordonnances Souveraines du 14 avril 1980 et du 19 juin 2015, en déterminent l'organisation et le fonctionnement.
Depuis 1962, le Tribunal connaît une extension et une diversification de ses attributions contentieuses. Si on compte 28 décisions rendues entre 1925 et 1962, on en dénombre 79 entre 1962 et 1999.
Malgré plusieurs réformes, le Tribunal ne dispose pas du pouvoir de diriger des injonctions à l'encontre de l’État. Il est saisi d’une quinzaine de recours par an[réf. nécessaire].
Au cours des années 2016 et 2017, le nombre de recours introduits devant cette juridiction s'est élevé à 14 par an, et le nombre de décisions annulées respectivement à 4 et 3[réf. nécessaire].
En septembre 2021, le Tribunal Suprême de Monaco publie son rapport d’activité 2019-2021. Ce document est le premier de cette nature dans l’histoire de l’institution. Le 22 septembre 2021, Didier Linotte, président du Tribunal Suprême, remet le rapport au Prince Souverain lors d’une cérémonie à laquelle assistent des personnalités du monde judiciaire monégasque.

## Composition
Le Tribunal Suprême est composé de cinq membres titulaires et de deux membres suppléants. Ils sont nommés par le Prince pour une durée de huit ans sur proposition de différents organes monégasques : le Conseil national, le Conseil d'État, le Conseil de la Couronne, la cour d'appel et le tribunal de première instance, chacun proposant un membre, le Conseil national et le Conseil d’État proposant en plus chacun un membre suppléant. L’article 89 de la Constitution confère au Prince la possibilité de ne pas agréer ces candidatures et d'en demander des nouvelles.
Le président et le vice-président du Tribunal Suprême sont désignés par le Prince. Le vice-président est chargé d’assurer la suppléance du président en cas d’absence ou d’empêchement.
Les membres du Tribunal Suprême doivent être âgés d'au moins 40 ans et choisis parmi des « juristes particulièrement compétents ». En pratique, il s'agit de juristes français, qui sont par exemple des professeurs de droit public, des membres du Conseil d'État ou de la Cour de cassation, ou des avocats.
Conformément à la Constitution et à l’ordonnance no 2.984 du 16 avril 1963 sur son organisation, le Tribunal a été renouvelé en 2019, puis en 2023. 
Ses membres actuels sont :
- Stéphane Braconnier, agrégé de droit public, professeur de droit public et Président de l’Université Paris II – Panthéon-Assas, président ;
- José Martinez, Premier Vice-président de la Cour administrative d’appel de Nancy, vice-président ;
- Philippe Blachèr, agrégé de droit public, professeur à l’université Lyon III (Jean Moulin), membre titulaire ;
- Pierre de Montalivet, agrégé de droit public, professeur à l’université Paris-Est (Paris XII-Créteil), membre titulaire ;
- Didier Guignard, professeur de droit public à l’université Toulouse 1 Capitole, membre titulaire ;
- Régis Fraisse, président de la cour administrative d'appel de Lyon, membre suppléant ;
- Jean-Philippe Derosier, professeur de droit public à l’université de Lille, membre suppléant.

En 2020, l'ancien président, Didier Linotte, est nommé par L'Observateur de Monaco (en) parmi les 100 personnes incarnant les forces vives de Monaco.

## Compétences

### Contrôle des actes
La compétence du Tribunal Suprême est à la fois d’ordre administratif et d’ordre constitutionnel. Elle est fixée par l’article 90 de la Constitution.
En matière constitutionnelle, le Tribunal Suprême statue souverainement sur les recours en annulation, en appréciation de validité et en indemnité ayant pour objet une atteinte aux libertés et droits consacrés par le Titre III de la Constitution de 1962.
En matière administrative, le Tribunal Suprême statue également souverainement sur les recours en annulation pour excès de pouvoir formés contre les décisions des diverses autorités administratives et les ordonnances souveraines prises pour l’exécution des lois, ainsi que sur l’octroi des indemnités qui en résultent. Le Tribunal est également compétent sur les recours en cassation formés contre les décisions des juridictions administratives inférieures et sur les recours en interprétation et en appréciation de validité des décisions des autorités administratives.
Le règlement intérieur du Conseil National et ses modifications éventuelles sont systématiquement contrôlés par le Tribunal Suprême avant leur entrée en vigueur.
Enfin, le Tribunal statue sur les conflits de compétence juridictionnelle.

### Autres recours
D’autres recours sont définis par l’article 90-A-2 de la Constitution :
- Le recours en intervention d’une personne intéressée par un litige en cours est ouvert, soit volontairement à son initiative, soit sur décision du président, soit sur demande de l’une des parties au litige principal[5].
- Le recours en appréciation de validité est régi par l’article 16 de l’ordonnance modifiée du 16 avril 1963 sur l’organisation et le fonctionnement du Tribunal. Il s'agit d'un recours sur renvoi de l'autorité judiciaire qui doit être formé dans les deux mois « de la date à laquelle la décision de la juridiction judiciaire est devenue définitive »[2].
- Le recours en indemnité vise, quant à lui, à réparer un préjudice résultant d'une loi ou d’un acte administratif déclaré non conforme par le Tribunal[2].
- La section 3 de l’Ordonnance Souveraine no 2.984 du 16 avril 1963 modifiée organise, aux articles 39 et suivant, les procédures d’urgence, notamment sursis à exécution et référé, pouvant accompagner les requêtes au fond[5].

## Procédure

### Introduction de l'instance
Le Tribunal peut être saisi par toute personne, physique ou morale ayant intérêt à agir, tant en matière administrative qu’en matière constitutionnelle.
Le délai de recours contentieux (en matière administrative ou constitutionnelle) est de deux mois à compter, soit de l’accomplissement des formalités régulières de publicité (notification, signification, ou publication de l’acte ou de la décision attaquée), soit du jour où le fait sur lequel l’action est fondée a été connu de l’intéressé.
Le recours en appréciation de validité et les recours en interprétation sur renvoi doivent également être formés dans les deux mois « de la date à laquelle la décision de la juridiction judiciaire est devenue définitive ».
Le délai du recours gracieux ou hiérarchique qui est de deux mois comme pour le recours contentieux, conserve le délai du recours contentieux ; il en va de même du recours formé devant une juridiction incompétente.
Le recours devant le Tribunal Suprême doit être introduit par une requête contenant outre la décision attaquée, l’exposé des faits, les moyens et les conclusions et elle doit être signée par un avocat-défenseur inscrit au barreau de la Principauté. Elle peut toutefois être établie par un avocat étranger, assisté par un confrère postulant monégasque pour ce qui est des formalités de procédure. L’avocat étranger qui souhaite plaider doit, auparavant, y être autorisé par le président. La requête est déposée au Greffe général contre récépissé.

### Déroulement de l'instance
Le greffier en chef (qui a reçu la requête contre récépissé) transmet aussitôt une copie de la requête au défendeur, au président et au procureur général.
L’administration dispose de deux mois pour présenter une contre-requête signée d’un avocat-défenseur et déposée au greffe général contre récépissé. Le greffier transmet une copie de cette contre-requête au requérant, au président et au procureur général.
Le requérant, le président et le procureur général disposent alors d’un mois pour déposer une réplique et une duplique qu’ils doivent déposer au greffe général contre récépissé.
Le président du Tribunal désigne un rapporteur pour chaque requête.
Pendant le déroulement de la procédure, le président peut ordonner les mesures d’instruction qu’il juge utiles à la manifestation de la vérité.
Au terme de l’échange d’écritures, le greffier en chef clôt la procédure et le président fixe la date de l’audience.

### Audience
Le Tribunal Suprême de Monaco siège au Palais de Justice de Monaco.
Si les audiences du Tribunal sont par en principe publiques, en cas de risque de trouble à l’ordre public, il peut ordonner, soit d’office, soit sur réquisition du ministère public, qu’elles aient lieu à huis clos.
La police des audiences appartient au président qui a tous pouvoirs pour assurer la sérénité des débats dont celui de requérir la force publique.
Le service des audiences du Tribunal Suprême est assuré par l’un des huissiers de justice de la Principauté, le greffe est assuré par le greffier en chef.
Après l’appel des parties fait par l’huissier, le président donne la parole au rapporteur qui résume les faits, les moyens et conclusions sans ouvrir d’avis. Les avocats des parties sont ensuite invités à plaider (par brèves observations puisque la procédure est écrite). Le procureur général conclut ensuite au nom de la loi. Les avocats des parties peuvent alors présenter d’ultimes  observations orales. Au terme des débats, les membres du Tribunal se retirent pour délibérer en chambre du conseil. Tandis que l'État de Monaco plaide régulièrement par le même avocat français depuis plus de 20 ans, le Tribunal s'est arrogé le droit de choisir parmi les avocats des requérants celui autorisé à plaider lorsque ceux-ci ne sont pas inscrits au barreau de Monaco ou lorsque leur nombre est jugé trop important.

### Décision
La décision du Tribunal est lue en audience publique, après délibéré en chambre du conseil, au plus tard dans la quinzaine qui suit les débats. La lecture peut être faite par l’un des membres du Tribunal ayant siégé et délibéré dans l’affaire.
Le Tribunal peut également, par décision avant dire droit, ordonner toutes mesures d’instruction utiles.
Les décisions du Tribunal Suprême font l’objet d’une publication au Journal de Monaco et en ligne sur Legimonaco. La notification de la décision est faite par le greffier en chef aux parties, une copie de la décision est délivrée au procureur général.

## Magistrats

### Présidents
- André Auzouy (1924-1932)
- André Lacroix (1932-1946)
- Amédée Roussellier (1946-1960)
- Jean Brouchot (1960-?)
- 1960-1998 : ?
- Roland Drago (1998-2007)
- Hubert Charles (2007-2012)
- Didier Linotte (2012-2023)
- Stéphane Braconnier

### Autres membres
- Dominique Chagnollaud
- Michel Roger
- Frédéric Rouvillois

## Recommandations du Conseil de l'Europe
En juillet 2017, lors de son quatrième cycle d'évaluation, le Conseil de l’Europe et le Groupe d'États contre la corruption (GRECO) soulignent « les excellentes conditions de travail des juges et procureurs à Monaco » et le « développement des infrastructures judiciaires pour un pays de cette taille ». Il émet cependant des recommandations sur la transparence des recrutements qui nécessitent d’être basés sur des critères objectifs. Le rapport de conformité de février 2020 salue les efforts entrepris et encourage leur poursuite.

## Controverses
En mai 2015, Jean-Michel Lemoyne de Forges, alors membre de ce tribunal se trouve proposé candidat à la Haute Autorité pour la transparence de la vie publique par le président du Sénat, ayant alors pour conseiller Magali Ingall-Montagnier. Aux questions des sénateurs, il répond qu'il entend rester membre de ce tribunal « pour une question d'argent ». Sa candidature est rejetée au motif qu'il ne donne pas suffisamment de gages d'indépendance.
En novembre 2016, alors que le Tribunal est appelé à statuer sur une demande d'annulation d'un marché confié par l'État de Monaco à une société détenue par des membres de la famille Casiraghi dans des conditions unanimement stigmatisées comme douteuses par la presse nationale française et monégasque , celui-ci interdit à l'un des avocats de la requérante de plaider, provoquant ainsi une vive réaction de la part du bâtonnier de l'Ordre des avocats de Paris,,,.
En décembre 2022, une demande de récusation vise le président Didier Linotte en raison de potentiels conflits d'intérêts dans un projet immobilier,,,,,. Cette demande est déboutée. En effet, le 19 décembre 2022, hors la présence de Didier Linotte, le Tribunal Suprême a rejeté la demande de récusation estimant que la société requérante n'avance aucune cause qui légitimerait une quelconque récusation.